# Sekotong

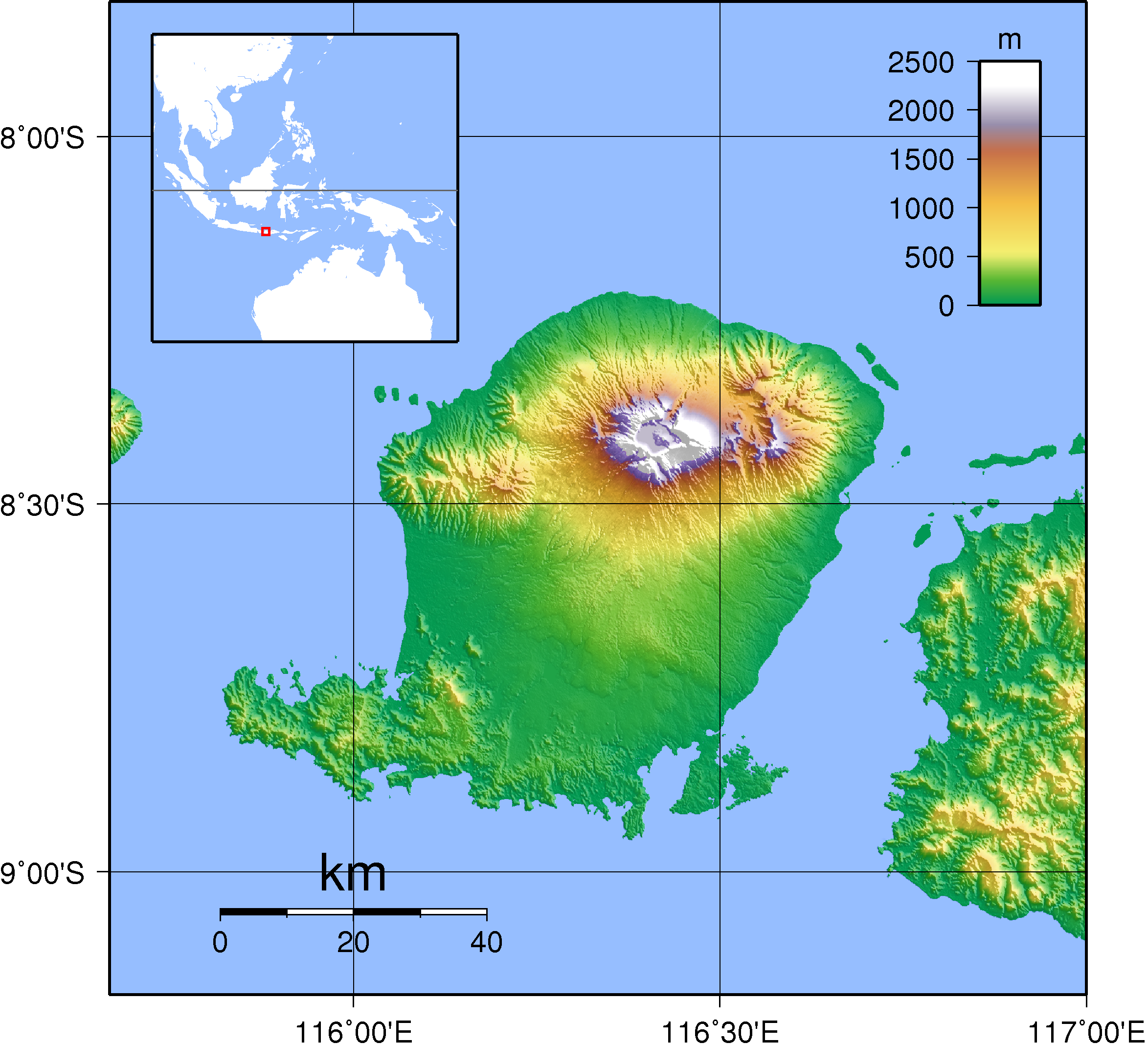
Sekotong é a longa península no sudoeste da ilha de Lombok.

Sekotong ou península de Sekotong (em indonésio:  Semenanjung Sekotong) é uma península no sudoeste da ilha Lombok, na Indonésia.